# Дуглас, Джеймс, 14-й граф Мортон
Джеймс Дуглас, 14-й граф Мортон (англ. James Douglas, 14th Earl of Morton, 1702 — 12 октября 1768) — шотландский астроном и политический деятель.

## Биография
Родился в Эдинбурге в семье Джорджа Дугласа, 13-го графа Мортона, и его второй жены Фрэнсис Аддерли. В 1722 году окончил Королевский колледж в Кембридже со степенью магистра искусств. При основании Эдинбургского философского общества в 1737 году стал его президентом и занимал эту должность до своей смерти. Был видным деятелем масонского сообщества: в 1739—1740 занимал пост Великого Мастера Великой ложи Шотландии, в 1741—1742 годах — Великого Мастера Первой великой ложи Англии. В 1746 году посетил Францию, где был заключен в Бастилию, вероятно, как якобит. С 1764 года до конца жизни был президентом Королевского общества, снискал репутацию выдающегося покровителя наук, в частности астрономии.
Был дважды женат: первый раз — на Агате, дочери Джеймса Халибёртона из Питкура, Форфаршир, в этом браке имел трех сыновей, двое из которых умерли в детстве, а третий, Шолто Дуглас, 15-й граф Мортон (1732—1774), стал его преемником; второй раз — на Бриджит, дочери сэра Джона Хиткота из Нормантона, которая родила ему сына и дочь и пережила его на тридцать семь лет.

## Помощь Джеймсу Куку
Граф Мортон оказал содействие мореплавателю Джеймсу Куку в получении гранта в размере 4000 фунтов стерлингов для финансирования его первого кругосветного путешествия. Официальной целью экспедиции Кука было исследование прохождения Венеры через диск Солнца 1769 года, однако в секретных приказах ему предписывалось незамедлительно после завершения астрономических наблюдений отправляться в южные широты на поиски так называемого Южного материка (также известен как Terra Incognita). Перед отправкой экспедиции граф Мортон проинструктировал Кука рассматривать коренное население мест, которые ему предстоит посетить, как «человеческие существа, творение одного и того же всемогущего Творца, находящееся под его опекой наравне с самым изысканным европейцем … Ни одна европейская нация не имеет права оккупировать любую часть их страны … без их добровольного согласия». Залив Мортона в Квинсленде Джеймс Кук назвал в честь графа Мортона.